# Gregorio Jesús Fernández Vaquero
Pour les articles homonymes, voir Vaquero (homonymie).
Gregorio Jesús Fernández Vaquero, né le 16 août 1953 à Turleque et mort le 24 mars 2021 à Madrid, est un homme politique espagnol membre du Parti socialiste ouvrier espagnol.
Il est président des Cortes de Castille-La Manche de 2015 à 2019.

## Biographie

### Vie privée
Il est marié et père de trois enfants.

### Profession
Il est titulaire d'une licence en magistère, il est professeur.

### Carrière politique
Il est candidat en 5e et dernière position sur la liste du PSOE dans la circonscription de Tolède à l'occasion des élections générales de 1989. Il est député aux Cortes de Castille-La Manche de 2003 à 2019. Il est secrétaire à l'Organisation du PSOE de Castille-La Manche entre 2012 et 2017. Le 18 juin 2015, il est élu par 17 voix contre 16 président des Cortes pour la IXe législature.

### Mort
Il meurt le 24 mars 2021 dans un hôpital de Madrid.